# Astragalus aquilanus
Astragalus aquilanus là một loài thực vật có hoa trong họ Đậu. Loài này được Anzal. miêu tả khoa học đầu tiên.